# Jesús Malverde

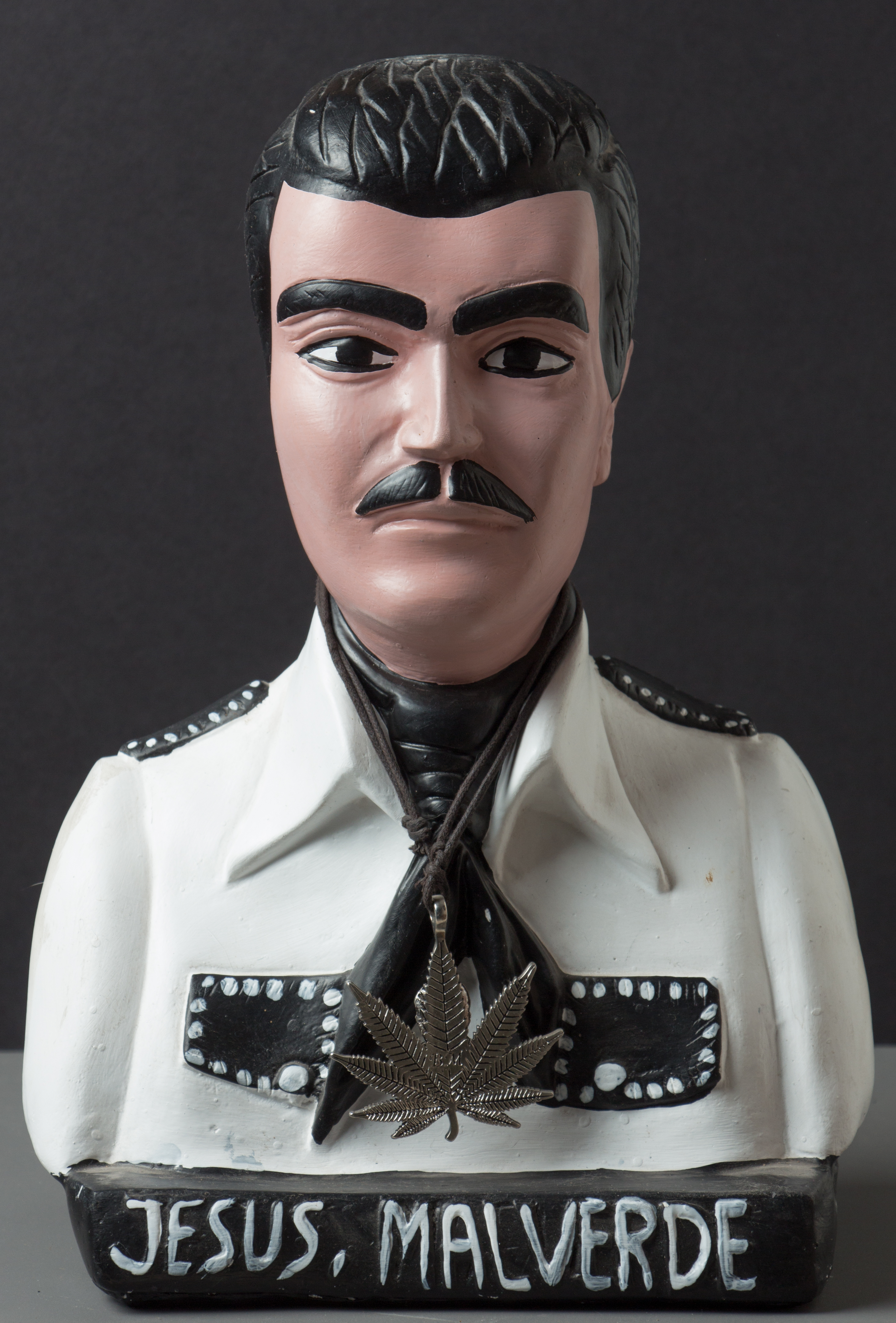
Un'immagine di Jesús Malverde

Jesús Malverde è un personaggio folcloristico dello Stato messicano di Sinaloa che sarebbe stato un bandito di strada ed è venerato da molti come santo, nonostante la sua esistenza reale non sia confermata. 
Sono state edificate per il suo culto diverse cappelle: la prima si trova a Culiacán; poi sono sorte a Tijuana, Badiraguato e Chihuahua, sulla strada che porta all'aeroporto. Inoltre ne sono state edificate altre fuori dal Messico, come nella città colombiana di Cali e a Los Angeles negli Stati Uniti.
Malverde è conosciuto come "Il Bandito Generoso" o "L'Angelo dei Poveri"; anche come "Il Santo dei Narcos". Era una specie di Robin Hood.

## Storia e leggenda
I racconti sulla sua vita sono vari, ed è impossibile chiarire quali aspetti sono reali e quali sono frutto dell'immaginazione.
In sintonia con le credenze locali, Jesús Malverde fu un bandito che operava sulle alture di Culiacán. Assaltava e derubava i fattori e i proprietari terrieri della regione, come i Martínez de Castro, i Redo, i De la Rocha o i Fernández: e poi distribuiva la refurtiva tra la gente povera. Si racconta che il padre fosse morto per fame, vittima degli abusi dei latifondisti, e che questo fu il motivo che lo spinse a diventare un bandito. La tradizione vuole che, prima di darsi alla macchia, Malverde abbia fatto il muratore o che abbia lavorato alla posa dei binari ferroviari. Si suppone che abbia lavorato alla posa della linea occidentale del Messico e a quella del sud-pacifico, linea che giunse a Culiacan dal nord nell'anno 1905.
I suoi ripetuti assalti agli oligarchi fecero sì che il governatore dello Stato, il generale Francisco Cañedo, compadre di Porfirio Díaz, offrisse una ricompensa per la sua cattura. Ricercato dalle autorità, Malverde sarebbe morto il 3 maggio del 1909. Esistono versioni divergenti sulla sua morte: secondo alcuni fu catturato e giustiziato dalla polizia; secondo altri un suo compagno lo tradì per riscuotere la taglia offerta dal Governo. La versione più diffusa è quella secondo la quale fu colpito, durante uno scontro con i tutori della legge, da un proiettile, cosa che gli procurò una gangrena. Malverde, sapendo di non poter sopravvivere e che la ricompensa per la sua cattura aumentava, sopportò il dolore fino a quando chiese ad un suo compagno di consegnarlo per riscuotere la taglia che poi sarebbe stata distribuita ai poveri.

## Culto
Attorno alla figura di Malverde si è sviluppato un culto sincretico che è una manifestazione propria del cattolicesimo popolare e che la Chiesa Cattolica considera come una superstizione. La sua santità non è stata accettata dalla Chiesa, e in linea con l'ortodossia cattolica, non lo si riconosce come santo. La sua figura è entrata a far parte della religiosità popolare con figure come San Giuda Taddeo, Nostra Signora di Guadalupe, il Sacro Cuore o la Santa Morte, di cui si possono trovare rappresentazioni congiunte all'immagine di Malverde. In generale, il culto è fortemente intriso degli usi e costumi del cattolicesimo, un esempio di ciò è rappresentato dalla celebrazione della novena.
Dopo la morte del bandito prese forma una reputazione simile a quella di Robin Hood che lo ha reso famoso tra la gente povera di Sinaloa. Molti richiedono la sua intercessione e gli sono stati attribuiti diversi miracoli, guarigioni e benedizioni, come la restituzione di una vacca dispersa al suo proprietario o la guarigione di un cancro.
Dopo la sua esecuzione, ci fu una delibera del governo che proibiva l'interramento dei resti, lasciandoli alle intemperie appesi vicino ad una pianta di mezquite come avvertimento (secondo altre versioni, la sua testa fu tagliata e posta in cima ad un albero, alla vista di tutti, come monito per i suoi seguaci). Con il passare del tempo, i resti furono sepolti. Questo successe quando gli abitanti di Culiacán cominciarono ad ammassare pietre allo scopo di proteggere il suo corpo, e poiché la restrizione si riferiva all'impossibilità di un totale interramento, il fatto che ogni persona mettesse una pietra alla volta, ha fatto sì che nessuno violasse personalmente la proibizione. Attualmente continua la tradizione di portargli, assieme a fiori e candele, pietre originarie dei luoghi dei devoti, come forma di culto.
L'accumulo di pietre ha creato un tumulo che ha dato vita ad una tomba. Con l'espansione di Culiacán, la tomba fu distrutta ed i resti di Malverde trasferiti in una cappella. Il sepolcro di Malverde attrae migliaia di devoti ogni anno. Molti portano candele e altri oggetti associati alla sua vita, e alcuni pescatori portano gamberetti conservati in alcol per ingraziarsi il santo affinché gli conceda una fruttuosa pesca. Altri portano fotografie di coloro che hanno bisogno d'aiuto. Quando si verifica qualche miracolo, tornano a ringraziare Malverde, lasciando, talvolta, placche commemorative.

## Patronati
A Malverde, come a tutti gli altri santi di influenza cattolica, si attribuisce una specializzazione nel genere di miracoli che può realizzare, chiamata patronato. La più riconosciuta, pure se controversa, è la protezione delle persone che si dedicano alla produzione o al traffico di droga; tuttavia non è l'unica. Tradizionalmente, i suoi devoti gli attribuiscono la protezione degli emigranti che entrano illegalmente negli Stati Uniti, protezione condivisa con Juan Soldado, così come quella dei familiari che restano in Messico. Sul tragitto più frequentato dagli emigranti si trovano dei santuari dove si trovano delle immagini di Malverde. Gli si attribuisce, peraltro, la protezione dei poveri che affrontano cause penali, per cui in molte zone del paese viene messo in relazione con San Giuda Taddeo, patrono delle cause perse.

### Associazione al narcotraffico
Jesús Malverde, come si è detto, è conosciuto come "Il Santo dei Narcos". Presumibilmente, negli anni 1970, il capo Julio Escalante diede ordine di uccidere suo figlio Raymundo per fare affari senza che lui si intromettesse. Quindi, fucilato e gettato in mare, Raymundo chiese aiuto a Malverde e fu salvato da un pescatore. Da quel momento, famosi narcotrafficanti come Rafael Caro Quintero, Ernesto Fonseca e Amado Carrillo Fuentes cominciarono a frequentare la cappella di Malverde.
Gilberto López Alanís, tuttavia, ritiene che il legame di Malverde con il narcotraffico rappresenti una deformazione del culto. Anche Jesús Manuel González, responsabile della cappella di Jesús Malverde a Sinaloa, respinge questa connessione con i "Narcos".

## Dibattito sulla sua reale esistenza

### Malverde come personaggio storico
Per molti, l'esistenza di Malverde è reale. Secondo una tradizione il suo nome era Jesús Juárez Mazo, nato il 24 dicembre del 1870, e che "Malverde" era un soprannome derivato da "el Mal Verde", dato che dirigeva i suoi assalti da un boschetto verde su di un monte. Alla fine del 2004, Gilberto López Alanís, direttore del Archivio storico di Sinaloa, trovò nell'archivio del Registro Civile di Culiacán un atto di nascita del 1888 di un bambino chiamato Jesús Malverde, figlio di Guadalupe Malverde. L'atto afferma che:
In Culiacán il 5 marzo del 1888 il giudice dello stato civile di questa capitale rileva che il cancelliere del registro civile di Paredones ha trasmesso a questa Corte il seguente atto:

### Malverde come mito popolare
Diversi storiografi affermano che, anche se ci possa essere una base reale, non è esistito un Jesús Malverde come quello che narra la leggenda. Questa è l'opinione espressa dalla storiografa sinaloense Patricia Castro, secondo la quale Malverde è un prodotto del popolo che respinge l'ingiusta divisione del lavoro e dei suoi frutti. César Güemes afferma nel suo lavoro Jesús Malverde: de bandido generoso a santo laico, per il quale ha vinto il Premio Nazionale di Giornalismo Culturale Fernando Benítez nel 2000, che si tratta di un mito popolare, simile a quello degli altri banditi generosi.

## Malverde nella cultura di massa

### In letteratura
Nel romanzo Il potere del cane, di Don Winslow, la figura di Jesus Malverde viene citata diverse volte. Gli stessi protagonisti del romanzo (per lo più narcotrafficanti messicani), fanno a lui voto per avere protezione dalle polizie antidroga.
Nel romanzo La regina del Sud (2003), di Arturo Pérez-Reverte viene citato il santo malandrino Jesus Malverde, quale santo patrono dei narcos.

### Nella musica
Il rapper Marracash, nell'album Santeria, lo cita nella canzone Senza Dio. Il brano — che, come il resto dell'album, è interpretato insieme a Gué Pequeno — analizza il rapporto, molto controverso, tra i due rapper e Dio. 
In questo contesto, appunto, Marracash si definisce un "santo delinquente", proprio come Jesus Malverde.
Malverde viene citato anche nella canzone Numero Verde del gruppo ferrarese PVA. 

### Nella televisione
Nel dodicesimo episodio della quinta stagione del telefilm CSI - Scena del crimine intitolata Crimini efferati (titolo originale Snakes) Uno dei protagonisti della puntata si proclama discendente diretto di Malverde nonché sacerdote del suo culto e si lascia intuire che anche il crimine commesso sia in qualche modo collegato alla professione di tale culto. Va notato, tuttavia, che in questa puntata della serie il culto per Malverde viene trasformato in una sorta di setta autonoma, il che non è pienamente vero nella realtà.
Nel quarto episodio della prima stagione di Longmire (Il Cancro) la statua di Malverde viene trovata dallo sceriffo e dai suoi agenti nella camera d'albergo di un cartello messicano. Ne viene ritrovata una copia anche in un accampamento di cartelli.
Nel settimo episodio della seconda stagione di Breaking Bad, una statua di Malverde è posizionata in un ufficio della DEA, mentre nel quinto episodio della terza stagione Hank regala a Steven Gomez, un altro agente della DEA, una statuina di Malverde come segno di buona fortuna.
La serie di Telemundo Malverde - El santo patrón, con protagonisti Pedro Fernández (nel ruolo di Malverde) e Carolina Miranda, ripercorre la storia del Santo.

### Nei videogiochi
Nel videogioco Tom Clancy's Ghost Recon Wildlands è possibile trovare un busto di Jesús Malverde in un piccolo altare all'aperto.